# Richard Wyckoff
Richard Demille Wyckoff (2 de noviembre de 1873 - 7 de marzo de 1934) fue un inversor bursátil estadounidense que desarrolló el método Wyckoff de análisis de los mercados financieros. En 1907 fundó y editó la revista Magazine of Wall Street. También fue el editor de Stock Market Technique.

## Enseñanza e investigación
Wyckoff desarrolló e implementó su método de análisis técnico de los mercados financieros introduciendo en el análisis de valores las interacciones entre el volumen y el rango máximo y mínimo de movimiento del precio para un espacio de tiempo determinado.
En este sentido fue el padre de la teoría moderna de análisis del volumen para inversión en bolsa y base de las herramientas modernas actuales como el order flow, el order book y el market profile.

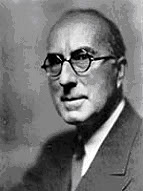
Richard Wyckoff

En sus investigaciones Wyckoff identificó una serie de características comunes en aquellos valores que ofrecían un rendimiento de mercado superior. Sus trabajos sobre las interrelaciones aberrantes entre volúmenes extremos en una acción y la falta de desarrollo en el rango de precios de la misma le permitieron identificar los denominados procesos de absorción por parte de los operadores institucionales.
Wyckoff fue el creador del término “operador compuesto” que define la interacción agregada de los operadores institucionales mediante la que operan en un mismo sentido del mercado sin planificación previa.
Wyckoff detectó la importancia del comportamiento de grupo por encima de las decisiones individuales, fundamento de la teoría económica del comportamiento y que los premios Nóbels: Herbert Alexander Simon, Gary Becker, Daniel Kahneman con Amos Tversy, Robert J shiller y Richard Thaler desarrollaron.
Otros trabajos menores de Wyckoff fueron sus trabajos sobre la gestión del riesgo y la optimización de los stops de protección en las inversiones.
Como parte de su faceta filantrópica, Wyckoff dedicó parte de su vida a la docencia, a la que se dedicó con pasión y en la que parametrizó su método de inversión y especulación y profundizó en el uso del volumen como parte relevante en el análisis técnico de acciones, materias primas y bonos.

## Vida personal
Wyckoff se casó tres veces. Inicialmente en 1892 con Elsie Suydam, en segundas nupcias en 1928 con Cecelia G. Shears, y finamente con Alma Weiss. Su segunda esposa fue editora con Wyckoff de “The Magazine of Wall Street” y con motivo de su separación esta recibió la cantidad de medio millón de dólares en bonos de la compañía.
La aplicación de su metodología para especular en los mercados le reportó una suculenta fortuna y una vida acomodada. Fue propietarios de nueve acres y medio y una mansión en Great Neck, Nueva York, al lado mismo del presidente Alfred Sloan de General Motors.
Richard Wyckoff demostró su pasión por la enseñanza y su filantropia al compartir su conocimiento, de la mano de su segunda esposa Alma Weiss, y mediante regulares publicaciones en "The Magazine of Wall Street", compartió paulativamente sus teorías sobre las interacciones entre el volumen y el precio, así como su aplicación a los mercados financieros para obtener rendimientos superiores a los índices bursátiles.

## Obra
- The Richard D. Wyckoff Course in Stock Market Science and Technique, Volumen primero, Sección 9, 1931.
- Wyckoff, Richard D. How I Trade and Invest in Stocks and Bonds. 1922, con ediciones posteriores a partir de 1926.

## Muerte
Según publicó el periódico “The Brooklyn Daily Eagle” (publicado el lunes 12 de Marzo de194), Richard D. Wyckoff falleció el 7 de marzo de 1934 en Sacramento, California. Su cuerpo fue trasladado a Brooklyn, donde se celebró su funeral.

## Influencias de su obra
Si bien Wyckoff vivió hace más de 100 años su obra sigue en vigor por su influencia sobre los modelos actuales de inversión. Tras su muerte Henry O. Pruden estudió la aportación de Wyckoff en profundidad y desarrollo los conceptos de Wyckoff. Desde la Universidad de Golden Gate y en sus obras: "Wyckoff by Action Sequence" y "The Wyckoff Method Lectures" desarrolló los conceptos originales de Wyckoff.
Tom Williams, parametrizó los conceptos más importantes de Wyckoff y definió en su libro "Master the Markets" los procesos de acumulación y distribución de los operadores instituciones, los procesos de absorción institucional y el estudio del Volume Spread Analysis que fue complementado posteriormente por Gavin Homes en su obra: Operando en la sombre del dinero inteligente. Cómo entender la manipulación profesional del mercado y convertirse en un operador rentable.
David H. Weiss, en su libro '"Trades about to Happen. A Modern Adaptation of the Wyckoff Method" adaptó la aplicación práctica del método de Wyckoff a los mercados actuales, desarrollando indicadores y herramientas para el estudio moderno de está técnica.
La búsqueda de herramientas modernas para una aplicación práctica de las herramientas de Wyckoff, en las que se analiza la subasta del precio según la hipótesis del mercado eficiente de Eugene Fama o la interacción entre las dos magnitudes que confluyen al mercado: El flujo de órdenes por parte de la demanda y el libro de órdenes por parte de la oferta, fue introducida en 2015 por Ferran Font, ponente en Bolsas Y Mercados Españoles(BME), en el congreso BCN Trading Point en la Universidad Pompeu Fabra (UPF), Barcelona. 
El Market Profile es otra de las herramientas que aplica en nuestros tiempos los conceptos de Wyckoff, buscando los procesos de absorción y valor y su aplicación práctica a la inversion en valor.